# Női kétpárevezős az 1992. évi nyári olimpiai játékokon
Az 1992. évi nyári olimpiai játékokon a evezés női kétpárevezős versenyszámát július 27. és augusztus 1. között rendezték a Lake of Banyoles-tón.

## Versenynaptár
| Dátum                       | Forduló  |
| --------------------------- | -------- |
| 1992. július 27., hétfő     | Előfutam |
| 1992. július 29., szerda    | Vigaszág |
| 1992. július 30., csütörtök | Elődöntő |
| 1992. augusztus 1., szombat | Döntő    |

## Eredmények
Az időeredmények másodpercben értendők. A rövidítések jelentése a következő:
- Q: továbbjutás helyezés alapján
- QA: az A-döntőbe jutott
- QB: a B-döntőbe jutott

### Előfutam
Az előfutamokból az első három helyezettek automatikusan az A/B elődöntőbe jutottak, a többiek a vigaszágra kerültek.
| Helyezés | Nemzet                                                             | Idő      | Mj       |
| 1. futam | 1. futam                                                           | 1. futam | 1. futam |
| -------- | ------------------------------------------------------------------ | -------- | -------- |
| 1.       | Németország (GER) · Kerstin Köppen · Kathrin Boron                 | 7:16,74  | Q        |
| 2.       | Bulgária (BUL) · Daniela Oronova · Galina Kamenova                 | 7:19,53  | Q        |
| 3.       | Hollandia (NED) · Rita de Jong · Marie-José de Groot               | 7:23,59  | Q        |
| 4.       | Egyesült Államok (USA) · Cindy Ryder · Mary Mazzio                 | 7:26,73  |          |
| 5.       | Mexikó (MEX) · Martha García · María Montoya                       | 7:47,64  |          |
| 2. futam |                                                                    |          |          |
| 1.       | Románia (ROU) · Elisabeta Oleniuc-Lipă · Veronica Cochelea-Cogeanu | 7:16,41  | Q        |
| 2.       | Új-Zéland (NZL) · Philippa Baker · Brenda Lawson                   | 7:20,49  | Q        |
| 3.       | Ausztrália (AUS) · Jennifer Luff · Gillian Campbell                | 7:24,14  | Q        |
| 4.       | Nagy-Britannia (GBR) · Annabel Eyres · Alison Gill                 | 7:31,85  |          |
| 3. futam |                                                                    |          |          |
| 1.       | Kína (CHN) · Ku hsziao-li (Gu Xiaoli) · Lu Hua-li (Lu Huali)       | 7:27,62  | Q        |
| 2.       | Egyesített Csapat (EUN) · Szarija Zakirova · Inna Frolova          | 7:34,73  | Q        |
| 3.       | Belgium (BEL) · Renée Govaert · Ann Haesebrouck                    | 7:41,32  | Q        |
| 4.       | Magyarország (HUN) · Kapócs Anikó · Punk Edit                      | 7:47,05  |          |

### Vigaszág
A vigaszág futamából az első három helyezett az A/B elődöntőbe jutott, az utolsó helyezett kiesett így összesítésben a 13. helyen végzett.
| Helyezés | Nemzet                                             | Idő     | Mj  |
| -------- | -------------------------------------------------- | ------- | --- |
| 1.       | Nagy-Britannia (GBR) · Annabel Eyres · Alison Gill | 7:20,97 | A/B |
| 2.       | Egyesült Államok (USA) · Cindy Ryder · Mary Mazzio | 7:22,29 | A/B |
| 3.       | Mexikó (MEX) · Martha García · María Montoya       | 7:29,27 | A/B |
| 4.       | Magyarország (HUN) · Kapócs Anikó · Punk Edit      | 7:43,84 |     |

### Elődöntő
| Helyezés | Nemzet                                                             | Idő      | Mj       |
| A/B      | A/B                                                                | A/B      | A/B      |
| 1. futam | 1. futam                                                           | 1. futam | 1. futam |
| -------- | ------------------------------------------------------------------ | -------- | -------- |
| 1.       | Németország (GER) · Kerstin Köppen · Kathrin Boron                 | 7:01,32  | QA       |
| 2.       | Románia (ROU) · Elisabeta Oleniuc-Lipă · Veronica Cochelea-Cogeanu | 7:03,92  | QA       |
| 3.       | Egyesített Csapat (EUN) · Szarija Zakirova · Inna Frolova          | 7:04,78  | QA       |
| 4.       | Ausztrália (AUS) · Jennifer Luff · Gillian Campbell                | 7:07,00  | QB       |
| 5.       | Hollandia (NED) · Rita de Jong · Marie-José de Groot               | 7:14,90  | QB       |
| 6.       | Mexikó (MEX) · Martha García · María Montoya                       | 7:42,37  | QB       |
| 2. futam |                                                                    |          |          |
| 1.       | Kína (CHN) · Ku hsziao-li (Gu Xiaoli) · Lu Hua-li (Lu Huali)       | 6:58,09  | QA       |
| 2.       | Új-Zéland (NZL) · Philippa Baker · Brenda Lawson                   | 7:01,07  | QA       |
| 3.       | Nagy-Britannia (GBR) · Annabel Eyres · Alison Gill                 | 7:03,89  | QA       |
| 4.       | Bulgária (BUL) · Daniela Oronova · Galina Kamenova                 | 7:04,02  | QB       |
| 5.       | Belgium (BEL) · Renée Govaert · Ann Haesebrouck                    | 7:07,35  | QB       |
| 6.       | Egyesült Államok (USA) · Cindy Ryder · Mary Mazzio                 | 7:13,04  | QB       |

### Döntők
| Hely.   | Össz.   | Nemzet                                                             | Idő     | Mj      |
| B-döntő | B-döntő | B-döntő                                                            | B-döntő | B-döntő |
| ------- | ------- | ------------------------------------------------------------------ | ------- | ------- |
| 1.      | 7.      | Bulgária (BUL) · Daniela Oronova · Galina Kamenova                 | 7:04,19 |         |
| 2.      | 8.      | Ausztrália (AUS) · Jennifer Luff · Gillian Campbell                | 7:05,91 |         |
| 3.      | 9.      | Belgium (BEL) · Renée Govaert · Ann Haesebrouck                    | 7:06,98 |         |
| 4.      | 10.     | Hollandia (NED) · Rita de Jong · Marie-José de Groot               | 7:10,62 |         |
| 5.      | 11.     | Egyesült Államok (USA) · Cindy Ryder · Mary Mazzio                 | 7:12,24 |         |
| 6.      | 12.     | Mexikó (MEX) · Martha García · María Montoya                       | 7:19,10 |         |
| A-döntő |         |                                                                    |         |         |
| Arany   | Arany   | Németország (GER) · Kerstin Köppen · Kathrin Boron                 | 6:49,00 |         |
| Ezüst   | Ezüst   | Románia (ROU) · Elisabeta Oleniuc-Lipă · Veronica Cochelea-Cogeanu | 6:51,47 |         |
| Bronz   | Bronz   | Kína (CHN) · Ku hsziao-li (Gu Xiaoli) · Lu Hua-li (Lu Huali)       | 6:55,16 |         |
| 4.      | 4.      | Új-Zéland (NZL) · Philippa Baker · Brenda Lawson                   | 6:56,81 |         |
| 5.      | 5.      | Nagy-Britannia (GBR) · Annabel Eyres · Alison Gill                 | 7:06,62 |         |
| 6.      | 6.      | Egyesített Csapat (EUN) · Szarija Zakirova · Inna Frolova          | 7:09,45 |         |